# Ketmia szczawiowa
Ketmia szczawiowa (Hibiscus sabdariffa) – gatunek rośliny z rodziny ślazowatych. Pochodzi prawdopodobnie z tropikalnej Afryki, obecnie jednak nigdzie nie rośnie dziko, występuje wyłącznie w uprawie. Roślina jest popularna zwłaszcza w krajach arabskich i Indiach.

## Morfologia

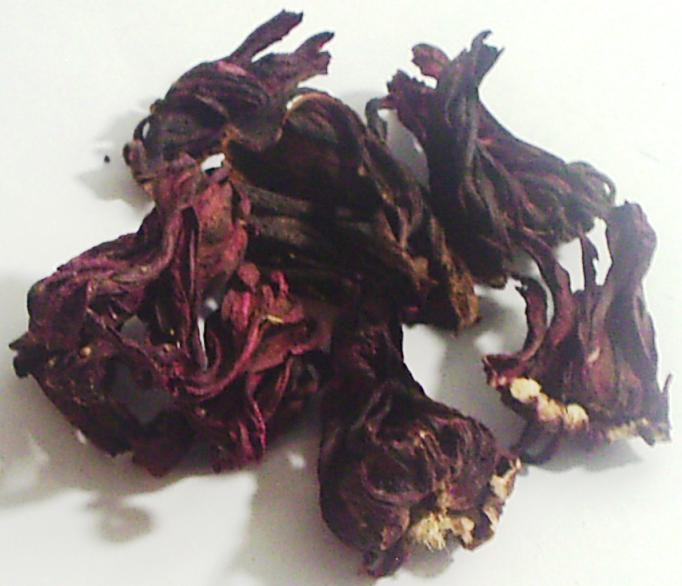
Suszone kielichy

PokrójBylina o drewniejącej u dołu łodydze, osiągająca do 3 metrów wysokości.
LiścieDłoniasto 3-5-krotnie klapowane, w zarysie okrągłe. Skrętoległe.
KwiatyKielich w dolnej połowie zrośnięty, o dzbanuszkowatym kształcie. W górnej części podzielony na 5 długich, ostro zakończonych odgiętych działek. Działki mają wyraźne, lekko wystające nerwy i duże, grube gruczoły nektarowe o średnicy około 1 mm. Kieliszek składa się z 8–12 małych, odwrotnie jajowatych listków, które są przyrośnięte do podstawy kielicha. Kielich i kieliszek są jasnoczerwone lub ciemnopurpurowe, nieco jaśniejsze u podstawy na wewnętrznej stronie. Mają kwaśny smak.

## Zastosowanie

### Roślina lecznicza
Surowiec zielarskiKwiat hibiskusa (Hibisci sabdariffae flos) – całe lub rozdrobnione, wysuszone kielichy i kieliszki zebrane w okresie owocowania. Surowiec powinien zawierać nie mniej niż 13,5% kwasów w przeliczeniu na kwas cytrynowy.

### Inna zastosowania
Suszone kielichy służą do sporządzania orzeźwiającego napoju o czerwonej barwie – popularnie zwanego Hibiscusem – spożywanego zarówno na gorąco, jak i na zimno. Jako przyprawa są też stosowane do nadawanie korzennego aromatu różnym potrawom, do sporządzania syropów.

## Uprawa
Ma duże wymagania cieplne i wodne, wymaga nawadniania w klimacie suchym. Zbiór kielichów odbywa się już po 4-6 miesiącach od siewu nasion do gruntu lub wysadzenia rozsady. Kielichy zbiera się około 2 tygodnie po przekwitnięciu kwiatów.